# Vincenzo Sinibaldi
Vincenzo Sinibaldi (Gioia dei Marsi, 1914 – Conesa, 14 gennaio 1939) è stato un militare italiano, decorato di medaglia d'oro al valor militare alla memoria nel corso della guerra di Spagna.

## Biografia
Nacque a Gioia dei Marsi nel 1914, figlio di Guglielmo e Maria Pamphili.
Conseguito il diploma di maturità classica nel 1935, ottenne dietro sua domanda di partire il 14 dicembre dello stesso anno per l'Africa Orientale in forza al Battaglione universitario "Curtatone Montanara", combattendo durante le operazioni militari di conquista dell'Etiopia. Rientrato in Italia alla fine del giugno 1936 fu nominato sottotenente di complemento dell'arma di fanteria e dopo aver prestato per un mese servizio di prima nomina presso il 71º Reggimento fanteria "Puglie", ritornò in Africa Orientale nel mese di settembre, assegnato alla 1ª Divisione CC.NN. "23 marzo", come capomanipolo. Inviato a domanda in Spagna, raggiunse il nuovo teatro di operazioni nell'agosto 1938, assegnato al II plotone mortai d'assalto del 1º Reggimento fanteria della 4ª Divisione fanteria "Littorio". Cadde in combattimento a Conesa il 14 gennaio 1939 e fu insignito della medaglia d'oro al valor militare alla memoria.